# Säntis
Säntis je hora ležící v pohoří Appenzellské Alpy ve Švýcarsku v kantonu Appenzell Innerrhoden. Je nejvyšším vrcholem kantonu, nejvyšším vrcholem pohoří a prvním vrcholem Západních Alp viděno od východu. Hora je výborným výhledovým bodem a pro svou osamocenou polohu a převýšení nad ostatními štíty byl také na vrcholu vystavěn vysílač, restaurace, meteorologická stanice a lanová dráha.

## Názvosloví
Jméno Säntis je písemně zaznamenáno již v 9. století. Slovo Säntis je odvozeno z rétorománského slova Sambatinus, „rozený v sobotu“. Později byl název několikrát měněn (Semptis, Samptis) než se původní jméno opět vrátilo. Säntis dal jméno kantonu Säntis existujícímu v době Helvétské republiky (1798-1803). V roce 1846 byl zřízen první hostinec na vrcholu a v roce 1882 byla otevřena meteorologická stanice, kterou obsluhoval celý rok pouze jeden muž. Ten byl zásobený kvůli extrémním podmínkám na celou zimu.

## Výstup
K vrcholu Säntis je možno dorazit po některé z udržovaných a značených turistických tras.
Jihozápad
Většina jich vede od jihozápadu z obce Unterwasser, kde se různě křižují a spojují. Opěrným bodem této části je chata Berggasthof Rotsteinpass (2120 m) stojící na jihovýchodním rameni mezi vrcholy Chälbersäntis (2346 m) a Altmann (2436 m). Od chaty vede k vrcholu velmi pěkně vedená zajištěná cesta nazvaná Lysengratweg podle hřebene, po kterém vede a nebo ho traverzuje. Cesta byla vybudována v roce 1905 švýcarským alpským spolkem. Je poměrně jednoduchá (obtížnost B/C) a zkušenějšímu turistovi nebude činit problémy. Zajištění je provedeno pomocí lan, stupaček a skob. Cesta končí přímo na vrcholu.
Délka: Unterwasser – Berggasthof Rotsteinpass (4 hod.) – Säntis (1,25 hod.)
Severovýchod
Ze severovýchodu vedou k vrcholu další tři cesty. Všechny začínají v obci Schwende (838 m). Jedna z nich míjí jezera Sämtisersee (1209 m) a Fälensee (1452 m) (u jezera horská vesnička a kostel) a končí u chaty v sedle Rotsteinpass. Další cesta prochází kolem jezera Seealpsee (1141 m), kde se rovněž nalézá několik budov a kostel. Ta ke konci překonává místy zajištěně západní hřeben a přes firnovisko Gross Schnee (Velký sníh) dosahuje vrcholu. Poslední cesta nejprve šplhá na velmi dlouhý severozápadní hřeben (středisko Ebenalp, 1640 m) a po něm prakticky až pod vrchol. Zde traversuje firn Blau Schnee (Modrý sníh) a vystupuje ze severní strany k vrcholu.

## Podnebí
Säntis je známý svým velmi drsným počasím, jaké je obvyklé pouze ve velehorách. Například v dubnu 1999 napadlo pod vrcholem v severním svahu rekordních 816 cm sněhu. Průměrně zde ročně kolem 2487 mm srážek.

## Vrchol
Na samém vrcholu funguje již od roku 1882 meteorologická stanice. Pod ní na severovýchodní plošině je postavená radiová vysílací věž o výšce 123,55 m. Ta přímo vyrůstá z komplexu budov (restaurace, servisní budova aj.). Původní věž byla z roku 1955. Ta již nadále nemohla čelit extrémním povětrnostním podmínkám na vrcholu, a tak byla v roce 1997 uvedena do provozu firmou Swisscom věž nová. Ta má tubus tvořený ze sklolaminátového plastu a v zimě je vytápěná. Ochozy na věži zabraňují pádu ledu z věže na návštěvníky.

### Lanová dráha
K vrcholu je vedena z obce Schwägalp (1352 m) kabinová lanová dráha. Ta byla uvedena do provozu v roce 1935 a překonává převýšení 1125 m. V letech 1968–1976 byla modernizována a od roku 2000 jezdí na vrchol kabiny. Její vrcholová stanice je ve výšce 2479 m a celou jízdu zvládne za 10 minut. Na vrchol vede od lanovky upravená cesta (5 minut). Lanovka funguje celoročně.

## Sousední vrcholy
- Altmann (2436 m)
- Chälbersäntis (2346 m)
- Hundstein (2156 m)

## Rozhled
Vrchol je tak výrazný, že je vidět za jasného počasí dokonce z šesti zemí: Švýcarsko, Německo, Rakousko, Lichtenštejnsko, Francie a Itálie. Säntis je dokonce viditelný až ze 170 km vzdálené televizní věže ve Stuttgartu. Z vrcholu je výhled na Glarnské Alpy s dominantním vrcholem Tödi, na sousední masiv Churfirsten, na opačné straně se kopce strácí v rovině Bodamského jezera. Přehlédneme odsud notný kus všech sousedních pohoří.